# 笹原儀三郎
笹原 儀三郎（ささはら ぎさぶろう、1902年（明治35年） - 1994年（平成6年）9月6日）は、日本の教育者、郷土史家。

## 略歴
山形県鶴岡町（現：鶴岡市）に生まれる。 荘内中学校（現：山形県立鶴岡南高等学校）、旧制第二高等学校を経て、京都帝国大学文学部文学科を卒業。同大大学院で英文学を研究する。
秋田県立秋田中学校（現：秋田県立秋田高等学校）、京都市立第一工業学校（現：京都市立洛陽工業高等学校）、京都府立第一中学校（現：京都府立洛北高等学校・附属中学校）、旧制二高で教鞭を執り、鶴岡南高等学校、山形県立鶴岡北高等学校、山形県立山形北高等学校で校長、鶴岡工業高等専門学校では教授を務めた。
1994年9月6日、死去。従四位 叙位。
荘内銀行頭取を務めた笹原信一郎は長男、風間眞一は女婿。

## 著作
- 『ある明治の青春 田沢稲舟女史について』鶴岡市民文庫、1964年。
- 『明治のおんな 明治の群像 9』三一書房、1969年。
- 『ふるさとへ 笹原儀三郎作品集』笹原儀三郎作品集刊行会、1979年8月。